# 上里夫尼
49°46′14″N 35°10′58″E / 49.77056°N 35.18278°E
上里夫尼（烏克蘭語：Верхні Рівні），是烏克蘭中部的村莊，隸屬波爾塔瓦州的波爾塔瓦區。該村分別距離下里夫尼1公里和切爾尼亞基夫卡1.5公里，海拔高度158米，2001年人口62。